# Blaichach
Blaichach é um município da Alemanha, situado no distrito de Oberallgäu, no estado da Baviera. Tem 50,18 km² de área, e sua população em 2019 foi estimada em 5.818 habitantes.